# Bernardino Zapponi
Bernardino Zapponi (Roma, 4 settembre 1927 – Roma, 11 febbraio 2000) è stato uno sceneggiatore italiano.

## Biografia

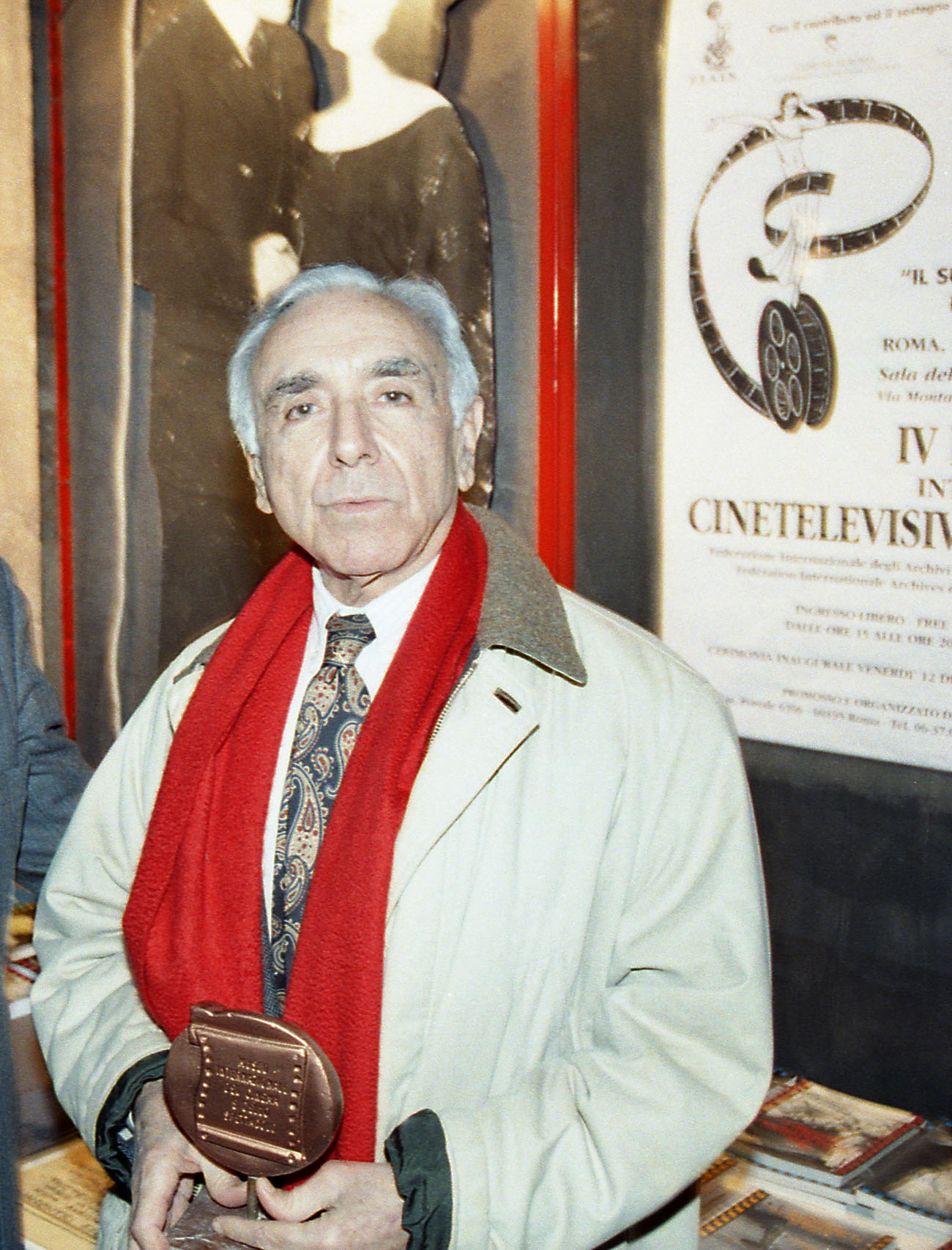
Bernardino Zapponi premio MICS alla carriera 1997

Autore e sceneggiatore di testi per il teatro, la radio e il cinema, dagli anni 1950, inizia la sua attività nella redazione del settimanale umoristico Marc'Aurelio, accanto ad Ettore Scola, Steno, Ruggero Maccari ed altri.
Dalla fine degli anni quaranta scrive numerosi testi per trasmissioni radiofoniche della Rai, soprattutto per i programmi di varietà, presso la sede di Roma a via Asiago. Nel 1958 fonda la rivista Il delatore. Per la televisione collaborò, nel 1960 e nel 1961, a scrivere con Guglielmo Zucconi e Italo Terzoli il programma Controcanale, condotto da Corrado, con Abbe Lane e Xavier Cugat.
Nel 1967 pubblica Gobal, raccolta di racconti fantastici e gotici d'ambientazione contemporanea, introdotti da una premessa di Goffredo Parise. La raccolta suscita l'attenzione di Federico Fellini, che lo chiama a collaborare alla sceneggiatura dell'episodio Toby Dammit in Tre passi nel delirio. Assieme, Fellini e Zapponi sceneggiano altri sei film, l'ultimo dei quali è La città delle donne. Lo scrittore racconterà gli anni di lavoro e di amicizia con il regista nel libro Il mio Fellini.
Ha scritto anche una dozzina di titoli per Dino Risi, dalla Moglie del prete a Giovani e belli; è autore di Profondo rosso, per Dario Argento e ha adattato per il grande schermo la commedia teatrale di William Douglas-Home e Marc-Gilbert Sauvajon L'anatra all'arancia, con la regia di Luciano Salce. Suo è il soggetto del Marchese del Grillo di Mario Monicelli. Ha inoltre sceneggiato Paprika e Così fan tutte di Tinto Brass. Ha ricevuto il premio Flaiano per la sceneggiatura per il complesso della sua produzione artistica.
Il 20 dicembre 1997 ritira al Museo internazionale del cinema e dello spettacolo il premio alla carriera.

## Il Delatore
La rivista esce con una prima serie (1958-1960) di 4 numeri monografici: Sadismo, Il cattivo gusto in Italia, I ragazzi, La Commedia dell'Arte, presentando tra gli altri: Siné, Steinberg, Roland Topor, Maccari, Longanesi, Alberto Martini. Le tematiche della seconda serie (1964-1965), in linea con la prima, sono state: La Follia, Dizionario del gergo della mala vita, Il silenzio. 99 disegni di nuovi umoristi, La Morte, I travestiti.
Il Delatore riceve un riconoscimento nel primo numero di Ca Balà, dove i lettori sono invitati a procurarsi le copie disponibili del trimestrale di Bernardino Zapponi ai remainder, in questo modo riconoscendo uno dei debiti culturali al direttore della rivista e al suo gusto «per il grottesco e il bizzarro».  Poco più di dieci anni dopo Bernardino Zapponi, curando un'antologia critica della satira sul settimanale L'Espresso, riconoscerà a Ca Balà una visione critica degli «intellettuali che credono di saper spiegare tutto con formule teoriche. (...)».

## Il viaggio di Astolfo
Bernardino Zapponi è autore per Renato Rascel e Gigi Proietti dello sceneggiato televisivo Il viaggio di Astolfo che andò in onda su Rai 1 il 15 giugno 1972. Tratto «dai canti 33, 34, 35 dell'Orlando furioso, che raccontano la ricerca del senno perduto da parte di Astolfo», tutto in una sola puntata, la regia di Vito Molinari. Renato Rascel vi interpreta Pierrot, il personaggio inserito da Zapponi. Le musiche originali sono di Pino Calvi, le immagini sono arricchite da disegni di Luca Crippa, che ha curato anche le scene e i costumi, Tinin Mantegazza e Paul Campani. Vi troviamo inserito poi anche il cartone animato di Bruno Bozzetto La pazzia di Orlando.

## Opere letterarie
- Nostra Signora dello Spasimo: l'inquisizione e i sistemi inquisitori, Sugar editore, Milano, 1963.
- Gobal, Longanesi & co., Milano 1967.
- Passione, Milano libri, Milano, 1974.
- Casanova: sceneggiatura originale, G. Einaudi, Torino, 1976.
- Trasformazioni, il melangolo, Genova, 1990.
- Il mio Fellini, Marsilio, Venezia 1995.

## Filmografia
- È l'amor che mi rovina, regia di Mario Soldati (1951) – soggetto e sceneggiatura
- Tre passi nel delirio, regia di Federico Fellini (1967) – sceneggiatura
- Capriccio all'italiana, regia di Mario Monicelli, Mauro Bolognini (1968) – soggetto e sceneggiatura
- Le streghe, episodio Senso civico, regia di Mauro Bolognini (1967) – soggetto e sceneggiatura
- Block-notes di un regista, regia di Federico Fellini (1969) – sceneggiatura e attore
- Fellini Satyricon, regia di Federico Fellini (1969) – sceneggiatura
- Vedo nudo, regia di Dino Risi (1969) – soggetto
- O' Cangaceiro, regia di Giovanni Fago (1970) – sceneggiatura
- I clowns, regia di Federico Fellini (1970) – soggetto e sceneggiatura
- Splendori e miserie di Madame Royale, regia di Vittorio Caprioli (1970) – sceneggiatura
- La moglie del prete, regia di Dino Risi (1970) – soggetto e sceneggiatura
- Roma, regia di Federico Fellini (1972) – soggetto e sceneggiatura
- Mordi e fuggi, regia di Dino Risi (1972) – soggetto e sceneggiatura
- Polvere di stelle, regia di Alberto Sordi (1973) – sceneggiatura
- Mosè, regia di Gianfranco De Bosio (1974) – film Tv, soggetto e sceneggiatura
- E il Casanova di Fellini?, regia di Liliana Betti (1975) – attore
- L'anatra all'arancia, regia di Luciano Salce (1975) – sceneggiatura
- Profondo rosso, regia di Dario Argento (1975) – soggetto e sceneggiatura
- Léonor, regia di Juan Luis Buñuel (1975) – sceneggiatura
- Per le antiche scale, regia di Mauro Bolognini (1975) – sceneggiatura
- Languidi baci... perfide carezze, regia di Alfredo Angeli (1976) – sceneggiatura
- Anima persa, regia di Dino Risi (1976) – sceneggiatura
- ...e tanta paura, regia di Paolo Cavara (1976) – soggetto e sceneggiatura
- Il Casanova di Federico Fellini, regia di Federico Fellini (1976) – sceneggiatura
- Telefoni bianchi, regia di Dino Risi (1976) – soggetto e sceneggiatura
- I nuovi mostri, regia di Ettore Scola, Mario Monicelli, Dino Risi (1977) – sceneggiatura
- L'ingorgo, regia di Luigi Comencini (1978) – sceneggiatura
- Caro papà, regia di Dino Risi (1979) – soggetto e sceneggiatura
- La città delle donne, regia di Federico Fellini (1980) – soggetto e sceneggiatura

- Piso pisello, regia di Peter Del Monte (1981) – soggetto e sceneggiatura

- Nessuno è perfetto, regia di Pasquale Festa Campanile (1981) – soggetto
- Il Marchese del Grillo, regia di Mario Monicelli (1981) – soggetto
- Fantasma d'amore, regia di Dino Risi (1981) – sceneggiatura
- Dio li fa poi li accoppia, regia di Steno (1982) – soggetto e sceneggiatura
- Sesso e volentieri, regia di Dino Risi (1982) – soggetto e sceneggiatura
- State buoni se potete, regi di Luigi Magni (1983) – soggetto e sceneggiatura
- Questo e quello, regia di Sergio Corbucci (1983) – soggetto e sceneggiatura
- Lui è peggio di me, regia di Enrico Oldoini (1985) – soggetto e sceneggiatura
- Cinecittà Cinecittà, regia di Vittorio De Sisti - miniserie TV (Rai 2, 1985)
- Sono un fenomeno paranormale, regia di Sergio Corbucci (1985) – soggetto e sceneggiatura
- Teresa, regia di Dino Risi (1987) – sceneggiatura
- Rimini Rimini, regia di Sergio Corbucci (1987) – soggetto e sceneggiatura
- Roba da ricchi, regia di Sergio Corbucci (1987) – sceneggiatura
- La ciociara, regia di Dino Risi (1989) – film TV, sceneggiatura
- Tolgo il disturbo, regia di Dino Risi (1990) – soggetto e sceneggiatura
- Paprika, regia di Tinto Brass (1990) – soggetto e sceneggiatura
- Così fan tutte, regia di Tinto Brass (1991) – sceneggiatura
- Miracolo italiano, regia di Enrico Oldoini (1994) – soggetto e sceneggiatura
- Giovani e belli, regia di Dino Risi (1996) – soggetto e sceneggiatura
- Fate un bel sorriso, regia di Anna Di Francisca (1999) – sceneggiatura

## Programmi radiofonici Rai
- Ragazzo spazzola!, rivista di Gio, Giu, Fiorenzo Fiorentini e Bernardino Zapponi, regia Franco Rossi, orchestra di Mario Vallini (1947)
- Indovinami questa, rivista di quiz di Bernardino Zapponi, regia di Enzo Convalli (1952)
- Il rapido delle 21, varietà di Puntoni e Zapponi, regia di Nino Meloni (1953)
- Cavallo a dondolo, rivista di Mario Brancacci, Dino Verde, Bernardino Zapponi, regia di Nino Meloni, con la Compagnia del teatro comico musicale di Roma, settimanale (estate 1954)
- Quadretti di un'esposizione, sciarada musicale a premi di Bernardino Zapponi (1955)
- Spettacolo sulla laguna, fantasia e divagazioni musicali di Dino Verde e Bernardino Zapponi, trasmessa il 11 ottobre 1955.
- Tre canzoni una parola - La classe degli asinelli, fantasia musicale di Bernardino Zapponi, regia di Maurizio Jurgens, con Odoardo Spadaro, orchestra di Arturo Strappini (1956)
- Delitto al paese delle Meraviglie di Bernardino Zapponi, regia di Renzo Tarabusi, musiche di Carlo Alberto Rossi (1956)
- Il pianoforte racconta di Bernardino Zapponi e Antonio Amurri, trasmessa il 15 maggio 1957.
- Il teatrino della farsa, varietà a cura di Bernardino Zapponi, trasmessa il 2 giugno 1957.
- Il labirinto di Mario Brancacci, D'Alba, Dino Verde, Bernardino Zapponi, regia di Nino Meloni, gioco radiofonico a premi con Nino Manfredi, Isa Bellini e la Compagnia del teatro comico musicale di Roma (Secondo Programma, 1956-1957)
- La bilancia parlante, varietà di Bernardino Zapponi, regia di Maurizio Jurgens (1957)
- Il teatrino della farsa, a cura di Bernardino Zapponi (1957)
- Sera d'estate, spettacolo musicale di Antonio Amurri e Bernardino Zapponi, regia di Guglielmo Zucconi, presentato da Corrado (1958)
- Il giro del mondo in 90 giorni, varietà a puntate di Faele, Zapponi e Brancacci, regia di Nino Meloni (settembre-dicembre 1959)
- Elegantissimo, rivista rapida di Bernardino Zapponi e Italo Terzoli (gennaio-febbraio 1960)
- La signora pronto, pronto, varietà di Bernardino Zapponi e Italo Terzoli, regia di Pino Gilioli, con Ave Ninchi, trasmesso il 1º marzo 1961.

## Programmi televisivi Rai
- Voci nella sera, varietà di Bernardino Zapponi, Carlo Silva, Italo Terzoli, regia di Alda Grimaldi e Alberto Gagliardelli, orchestra di Giampiero Boneschi (1954)
- Racconti in chiave di violino, varietà di Bernardino Zapponi, regia di Vito Molinari, orchestra di Francesco Ferrari (1954)
- Fortunatissimo, varietà di Falconi, Simonetta, Zucconi, Zapponi, regia di Romolo Siena, orchestra di Giampiero Boneschi (1954-1955)
- L'amico del giaguaro, varietà di Italo Terzoli e Bernardino Zapponi, regia di Vito Molinari (1962 e 1964)
- Tigre contro tigre, varietà di Italo Terzoli e Bernardino Zapponi, regia di Vito Molinari (1966)

## Teatro
- Se il tempo fosse un gambero, scritta con Jaja Fiastri, regia di Pietro Garinei (1986)

## Riconoscimenti
- Nastro d'argento
  - 1982 – Migliore sceneggiatura per Il marchese del Grillo[5]